# Leppäsaari (ö i Norra Savolax, Kuopio, lat 62,87, long 28,12)
Leppäsaari är en ö i Finland. Den ligger i sjön Riistavesi och i kommunen Kuopio i den ekonomiska regionen  Kuopio ekonomiska region  och landskapet Norra Savolax, i den centrala delen av landet, 300 km nordost om huvudstaden Helsingfors. Öns area är 0,3 hektar och dess största längd är 100 meter i sydöst-nordvästlig riktning.